# Sainte-Eulalie-en-Born
Sainte-Eulalie-en-Born (gaskonsko Senta Aulàdia de Bòrn) je naselje in občina v francoskem departmaju Landes regije Akvitanije. Naselje je leta 2011 imelo 1.218 prebivalcev.

## Geografija
Kraj leži v pokrajini Gaskonji južno od velikega jezera Étang de Biscarrosse et de Parentis, 79 km severozahodno od Mont-de-Marsana. Na ozemlju zahodno od naselja, med reko Courant de Sainte Eulalie in Biskajskim zalivom, se nahaja večje zaprto vojaško območje, namenjeno testiranju balističnih raket, z bazo DGA Essais de missiles v Biscarossu.

## Uprava
Občina Sainte-Eulalie-en-Born skupaj s sosednjimi občinami Biscarrosse, Gastes, Parentis-en-Born, Sanguinet in Ychoux sestavlja kanton Parentis-en-Born s sedežem v Parentisu. Kanton je sestavni del okrožja Mont-de-Marsan.

## Zanimivosti
- cerkev sv. Evlalije iz 13. stoletja, obdobja malteških vitezov, obnovljena v 70. letih 19. stoletja, vmesna postaja na primorski varianti romarske poti v Santiago de Compostelo, tim. Voie de Soulac;

## Promet
Sainte-Eulalie-en-Born se nahaja ob državni cesti (Route national) RN 652, med Mimizanom in Biscarrosse.